# Hamnskär, Kimitoön
Hamnskär är en ö i Finland. Den ligger i Skärgårdshavet och i kommunen Kimitoön i den ekonomiska regionen  Åboland i landskapet Egentliga Finland, i den sydvästra delen av landet. Ön ligger omkring 71 kilometer söder om Åbo och omkring 160 kilometer väster om Helsingfors.
Öns area är 12,4 hektar och dess största längd är 0,6 kilometer i nord-sydlig riktning. Ön höjer sig omkring 10 meter över havsytan.